# The Sims Pet Stories
The Sims Pet Stories è il secondo videogioco ad essere distribuito nella serie The Sims Stories. The Sims Pets Stories è stato commercializzato nell'agosto 2007.

## Caratteristiche
The Sims Pet Stories sfida i Sims a curare ed addestrare gli animali domestici, ed è molto simile all'espansione di The Sims 2: Pets. Come il suo predecessore, questo gioco è ottimizzato per laptop ed è caratterizzato sia dalla modalità storia che dalla modalità di gioco libera. I giocatori potranno allevare o anche addestrare i propri animali domestici come nel gioco The Sims 2.

## Modalità "Storia"
In questo gioco, due storie nuove sono introdotte: la prima storia, "N. 1 della Mostra" vede protagonista Anita Stella, una donna che si trova ad affrontare problemi finanziari e sta quasi per perdere la propria casa; ma un giorno, leggendo il giornale, farà partecipare Sam, il suo dalmata, ad una gara canina per provare a guadagnare il denaro che le serve, e verrà ostacolata da Diana DeBore, la terribile finanziera che, appunto, le sta portando via la casa e rischierà di farle perdere la gara grazie alla sua barboncina, Regina, campionessa da diversi anni, ma un colpo di scena le farà vincere la gara. La seconda storia, "Festa in Maschera", è quella di Stefano Fedeli, uno chef di successo il cui mondo è messo a soqquadro quando gli viene affidata Diva, la gatta di sua cugina che si è appena sposata e deve andare in luna di miele. Diva combinerà non pochi disastri ma aiuterà Stefano a migliorare la sua vita sociale.

## Modalità "Gioco libero"
Nel gioco viene inserito il quartiere di "Monteverde", che si trova sul livello del mare ed ospita molti amanti dei cani: quasi ogni residente ne possiede uno. Possono inoltre essere inserite nel quartiere altre famiglie completamente inventate dal giocatore in modalità "Gioco libero".